# Donauinsel

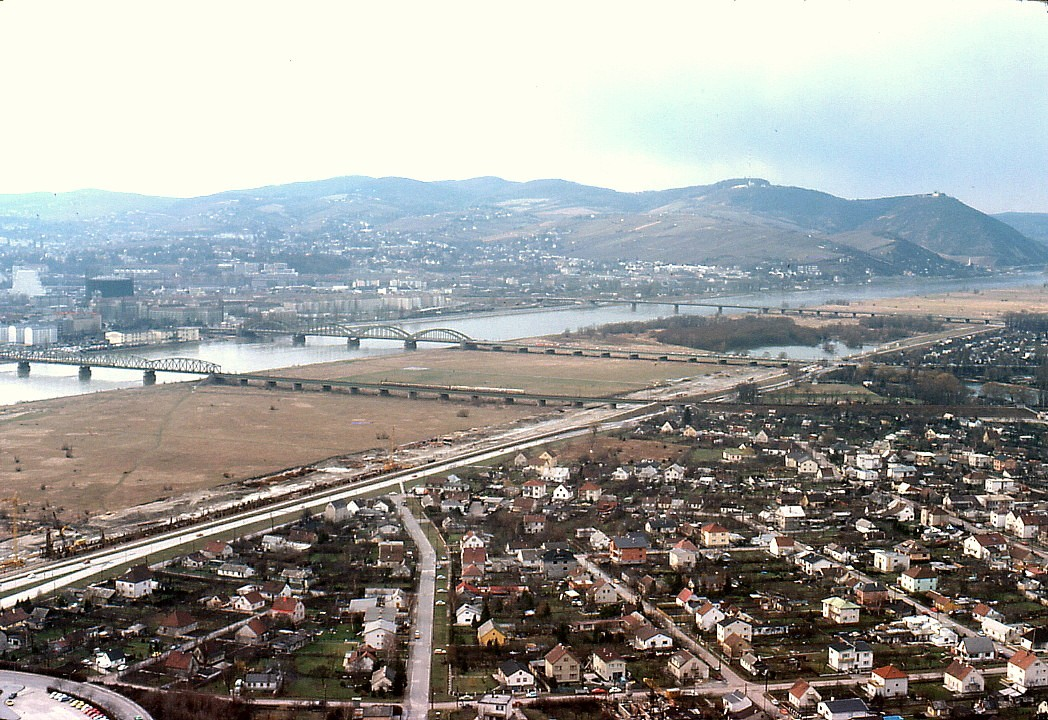
Überschwemmungsgebiet vor Errichtung der Donauinsel, 1976

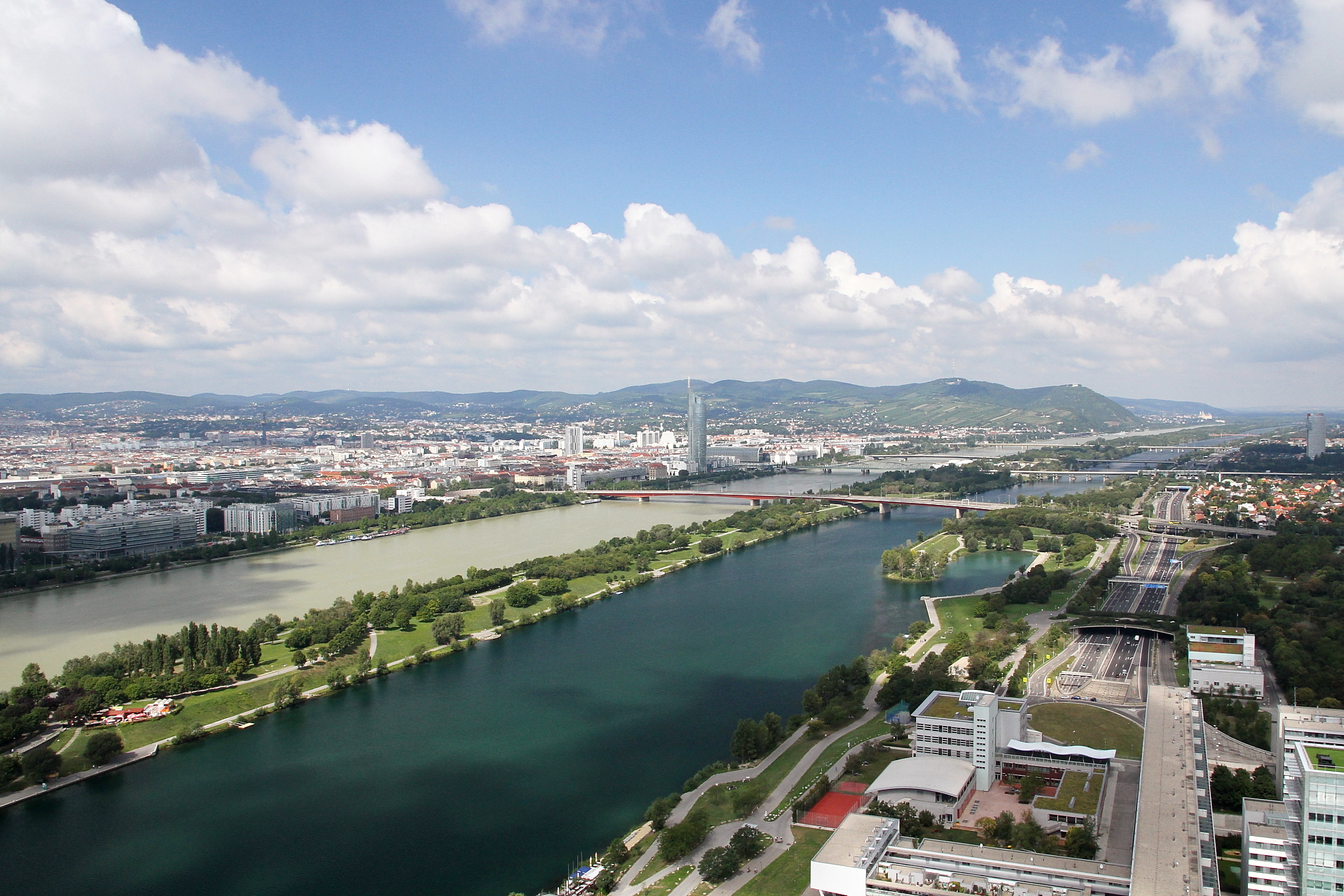
Die Donauinsel im Bereich zwischen Kaisermühlen und Floridsdorf.

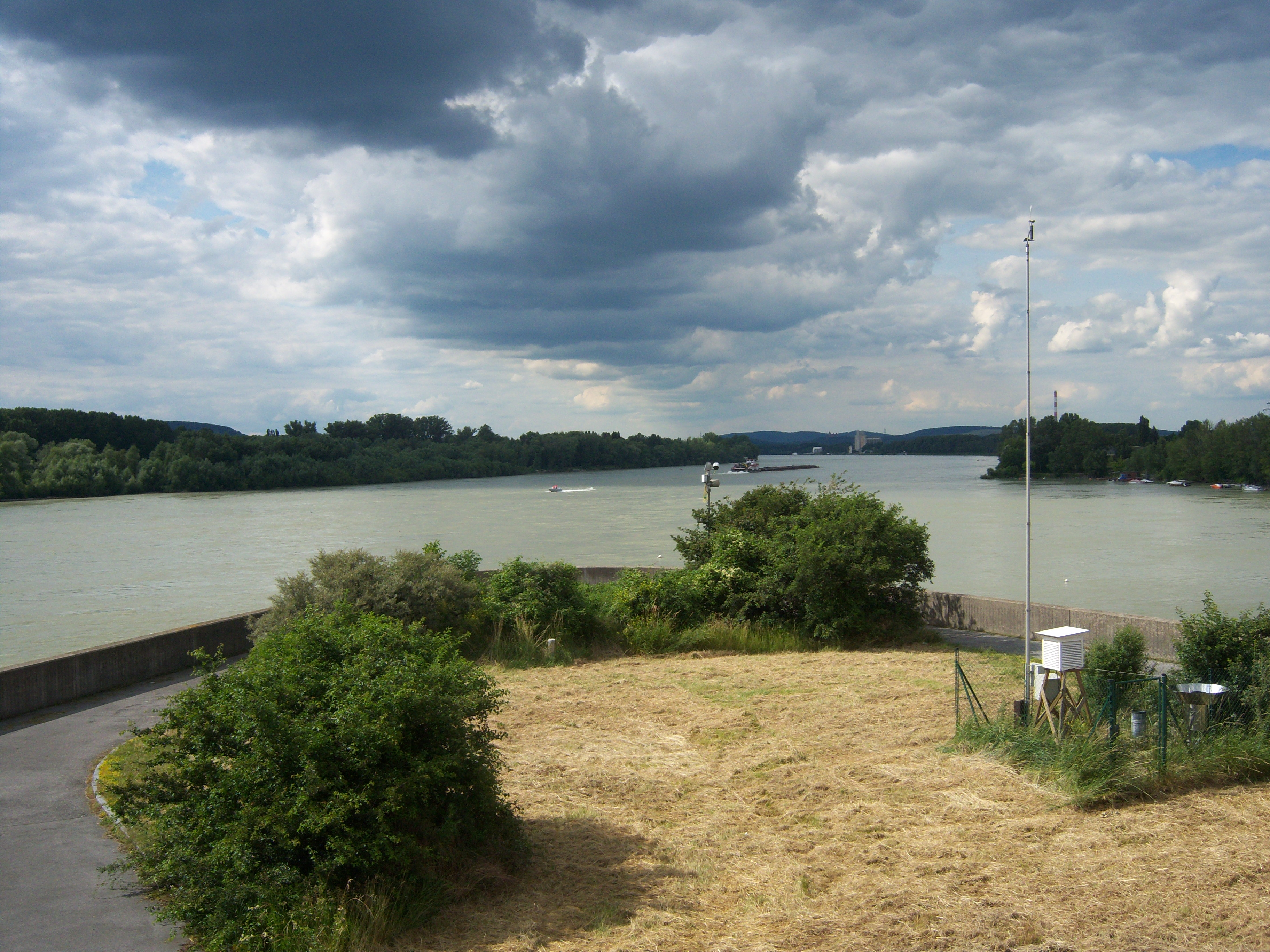
Anfang der Donauinsel, stromaufwärts

Die Donauinsel – kurz auch die „Insel“ genannt – ist eine zwischen 1972 und 1988 errichtete, 21,1 km lange und bis zu 250 m breite künstliche Insel zwischen der Donau und der einige Meter tiefer liegenden Neuen Donau im Stadtgebiet von Wien und Klosterneuburg.
Die rechte Seite der Insel bildet das linke Ufer der Donau, die nahe am Ende am Kraftwerk Freudenau (1999, Fallhöhe 8,6 m) um einige Meter aufgestaut wurde.
Die Insel ist Teil des Wiener Hochwasserschutzes und dient zudem gemeinsam mit der Alten und Neuen Donau als Naherholungsgebiet im Wiener Donaubereich. Jährlich findet auf ihr das Donauinselfest statt. Während Nord- und Südteil der Insel naturnah angelegt sind, wurde das mittlere Drittel der Insel parkartig gestaltet.

## Lage und Anbindung
Die Donauinsel beginnt beim Einlaufbauwerk der Neuen Donau in Langenzersdorf, Niederösterreich, durchquert Wien über die Bezirke Floridsdorf und Donaustadt und endet mit der Einmündung der Neuen Donau in den Hauptstrom nach dem Ölhafen Lobau. Die Donauinsel trennt daher die Neue Donau vom Hauptstrom und bildet eine gesamte Uferseite der Neuen Donau.
Sie gehört (von Nordwest nach Südost) zu folgenden Wiener Katastralgemeinden: Schwarze Lackenau, Floridsdorf, Donaufeld, Kaisermühlen, Stadlau, Aspern und den beiden Katastralgemeinden der Lobau (Landjägermeisteramt und Kaiserebersdorf Herrschaft).
Die Donauinsel ist über 15 Zugänge erreichbar – Listung in Stromrichtung, die Kilometrierung erfolgt jedoch ab Südostende flussaufwärts, wie auch bei der Donau:
- Einlaufbauwerk Langenzersdorf (km 21,1 – Neue Donau)
- Jedleseer Brücke (km 17,3 – Neue Donau)
- Steinitzsteg (km 15,8 – Donau und Neue Donau)
- Floridsdorfer Brücke (km 14,9 – Donau und Neue Donau)
- Georg-Danzer-Steg (km 14,4 – Donau und Neue Donau)
- Brigittenauer Brücke (km 13,7 – Donau und Neue Donau)
- Ponte Cagrana*) (km 12,4 – Neue Donau)
- Reichsbrücke (km 12,2 – Donau und Neue Donau)
- Kaisermühlenbrücke (km 11,2 – Neue Donau)
- Wehr 1 (km 9,5 – Neue Donau)
- Praterbrücke (km 9,1 – Donau und Neue Donau)
- Steinspornbrücke (km 6,7 – Neue Donau)
- Kraftwerk Freudenau (km 4,5 – Donau)
- Walulisobrücke*) (km 3,9 – Neue Donau)
- Wehr 2 (km 1,8 – Neue Donau)

(*) Pontonsteg, wird vor Hochwasserableitung und von Oktober bis April stillgelegt
Die Donauinsel ist vielfach an den öffentlichen Verkehr in Wien angebunden, durch die U-Bahn-Linie U1 mit ihrer Station Donauinsel, die Linie U2 mit der Station Donaustadtbrücke, die U6-Station Neue Donau sowie die S-Bahn-Station Wien Handelskai an der Nordbahnbrücke, die Straßenbahnlinie 31 über die Floridsdorfer Brücke und Autobuslinien.

## Entstehung

### Hochwasserschutz
Der damals umstrittene Bau des Entlastungsgerinnes als wesentlicher Bestandteil der Wiener Donauregulierung wurde im September 1969 von der regierenden SPÖ gemeinsam mit den Stimmen der FPÖ und gegen den Widerstand der ÖVP beschlossen. Durch Aufschütten der Donauinsel in den Jahren 1972 bis 1988 unter der Federführung der Magistratsabteilung 45 – Wasserbau (heute „Wiener Gewässer“) wurde ein Gerinne parallel zur Donau geschaffen, das im Normalfall ein stehendes Gewässer ist, bei Hochwasser jedoch geflutet werden kann, um so Überschwemmungen in angrenzenden Bereichen von Wien zu verhindern. Die Insel selbst bleibt auch bei extremem Hochwasser größtenteils von diesem verschont. Durch die Donauregulierung ist insgesamt eine Durchlaufkapazität von bis zu 14.000 m³/s möglich, was in etwa dem größten jemals in Mitteleuropa gemessenen Hochwasser von 1501 entspricht.

### Umwelt
Um die Donauinsel zu begrünen, wurden etwa 1,8 Millionen Bäume und Sträucher bzw. etwa 170 Hektar Wald gepflanzt. Zudem wurden ökologische Nischen erhalten oder geschaffen. Das Wasser der Neuen Donau besitzt – ausgenommen nach Hochwasser – Badequalität. Die Donauinsel ist zum Teil auch ein Naturreservat, wo sich seltene Vogel-, Amphibien- und Fischarten, aber auch Rehe, Hasen und Biber angesiedelt haben.
Für den technischen Bereich und die Erhaltung ist die Abteilung „Wiener Gewässer“ (Magistratsabteilung 45) verantwortlich. Die beiden äußeren Drittel der Donauinsel werden vom Forstamt und Landwirtschaftsbetrieb der Stadt Wien (Magistratsabteilung 49) mit betreut. 2019 waren im nördlichen Teil der Insel zum ersten Mal fünfzig Schafe zur Beweidung im Einsatz.
Die architektonische und bauliche Gestaltung der Donauinsel wurde unter anderem von dem Landschaftsarchitekten Wilfried Kirchner (* 21. September 1940; † 11. September 1995) durchgeführt.

## Weitere Nutzung

### Erholungsgebiet
Die Donauinsel und der linke Hochwasserdamm der Neuen Donau sind ein beliebtes Radfahr- und Naherholungsgebiet der Wiener Bevölkerung. Neben Liegebereichen und Wassereinstiegen in die Neue Donau stehen auch zwei gratis benutzbare Grillzonen und 15 voranmeldungspflichtige Grillplätze sowie diverse weitere kostenlose (z. B. Wasserspielplatz für Groß und Klein, Volleyball- und andere Sportplätze, Spielplätze, Running-Checkpoints, Skateboardareale, Natur-Erlebnispfad, Hundezonen, 32 WC-Anlagen teilweise mit Duschen) und kommerzielle Einrichtungen (Gastronomie, Bootsverleih, Wasserrutsche, mit U-Bahn erreichbarer Wakeboardlift usw.) zur Verfügung. Im Norden der Insel (Kilometer 17,7 bis 19,5) und im Süden sowohl am linken Hochwasserdamm als auch auf der Donauinsel (Kilometer 2,1 bis 5,1) befinden sich zwei der größten in unmittelbarer Nähe einer Großstadt gelegenen FKK-Badebereiche.
Seit 2010 betreut das Inselservice (ein mobiles Informationsteam der zuständigen Magistratsabteilung 45) die Donauinsel. Dieses Informationsteam von bis zu zwanzig Mitarbeitern ist jeweils zu zweit auf der Donauinsel selbst und auf beiden Hochwasserschutzdämmen mit Fahrrädern unterwegs. Außerdem können sich Informationssuchende von Mai bis September bei der Inselinfo (circa 350 m stromabwärts der Reichsbrücke) beraten lassen.
In den 1980er Jahren hat sich an der Neuen Donau bei der Reichsbrücke eine Lokalszene unter der Bezeichnung „Copa Cagrana“ (Wortkreuzung aus der berühmten Copacabana in Rio de Janeiro und dem nahen Stadtteil Kagran) entwickelt. Betrieben wurde die Lokalmeile vom Generalpächter Norbert Weber. Dieser gab 2013 bekannt, dass er sich von der Copa Cagrana trennen möchte. Als Grund nannte er den jahrelangen Streit mit der Stadt Wien um Genehmigungen und Auflagen.
Diese beschloss in Folge, künftig in Eigenregie ohne einen Generalpächter tätig zu sein und kündigte 2014 einen Neubau an der Neuen Donau an.
Das neue Gastro-Objekt am nördlichen Ufer der Neuen Donau wurde im Juli 2015 fertiggestellt. Es verfügt über rund 300 Plätze, ist hochwasserfest und für ganzjährigen Betrieb geeignet. Das Areal wird seither von der Stadtverwaltung als Copa Beach bezeichnet, die auf der Donauinsel gegenüberliegenden Lokale heißen Pier 22.

### Wildwasserarena
Am 30. August 2013 wurde auf Höhe der Steinspornbrücke – oberhalb des seit 1991 bestehenden Ruderzentrums Neue Donau – ein 250 m langer Wildwasserkanal für den Leistungs- und Breitensport eröffnet. Aus einem großen Speicherbecken werden bis zu 12 m³ Wasser pro Sekunde hochgepumpt und so an 37 künstlichen Hindernissen Strömungen und Wellen unterschiedlichster Schwierigkeitsgrade für Wildwasserkanus, Rafts, Tubes und Wildwasserschwimmer erzeugt.
Als erste Großveranstaltung fand vom 29. Mai bis 1. Juni 2014 die Europameisterschaft im Kanuslalom statt. Vom 26. bis 28. Juni 2015 wurde hier für Kanuten die Wildwasserrennsport-Weltmeisterschaften 2015 veranstaltet.

### Wasser- und Windkraftwerke
Das von Wien Energie und MA45 (Gewässer) mit Kosten von 1,8 Mio. Euro errichtete und Juni 2017 in Betrieb genommene Kleinwasserkraftwerk beim Wehr 1 nützt etwa 3,5 m Höhenunterschied zwischen dem Fluss Donau rechts der Donauinsel und der Neuen Donau links der Insel. Per unterirdischer Zuleitung wird eine 15 m lange Wasserkraftschnecke gespeist und das abgearbeitete Wasser durch einen 60 m langen Tunnel abgeleitet. Das Jahresarbeitsvermögen wird mit 400 MWh angegeben, bei Hochwasser wird es außer Betrieb genommen.
Auf der Donauinsel steht eines der ältesten und kleinsten Windkraftwerke Österreichs. Die Enercon E-30 mit einer Nabenhöhe von 50 Metern und einer Nennleistung von 225 kW liefert seit 1997 Strom für ca. 100 Wiener Haushalte.

### Veranstaltungsort
Seit 1984 findet im mittleren Bereich der Donauinsel jährlich im Sommer das von der SPÖ veranstaltete Donauinselfest statt. Aus dem anfänglich kleinen Open-Air-Fest wurde im Laufe der Jahre eine dreitägige Veranstaltung mit zuletzt ungefähr drei Millionen Besuchen am gesamten Wochenende – das Donauinselfest gilt damit als das größte Musikfestival weltweit.
Zudem werden auch andere Konzerte und Veranstaltungen abgehalten wie zum Beispiel die „Afrika Tage“ oder seit 2018 jährlich das internationale Beachvolleyballturnier „Vienna Major“. Seit 2015 findet darüber hinaus Anfang Juni das kommerzielle Musikfestival Rock in Vienna statt.
Weiters trat Madonna auf der Donauinsel vor rund 52.000 Besuchern zu ihrem ersten Österreich-Gastspiel auf, außerdem gaben hier im Mai 1992 an zwei aufeinanderfolgenden Tagen U2 und Guns n’ Roses vielbeachtete Open-Air-Konzerte.

### Schulschiff
An der Donauinsel zwischen Floridsdorfer- und Nordbahnbrücke liegend ankern zwei aneinandergekoppelte Schiffe, welche das Bertha-von-Suttner-Gymnasium beherbergen.

### Kunst
Auf der Donauinsel sind einige Kunstwerke aufgestellt, so „Arbor Inversa“ (Hanging Tree) von Herman Prigann, Passanten von Herbert Traub und seit 2017 die Plastik „Zeitweise“ von Richard Deacon. Der Kirschenhain ist ein Zeichen der Freundschaft zwischen Japan und Österreich. Schüler mehrerer Schulen gestalteten 1995 mehrere Skulpturen zum Thema Frieden.

### Wanderwege
Über die Donauinsel führen mit dem Ostösterreichischen Grenzlandweg 07 und den Europäischen Fernwanderwegen E4 und E8 mehrere Weitwanderwege.

## Galerie

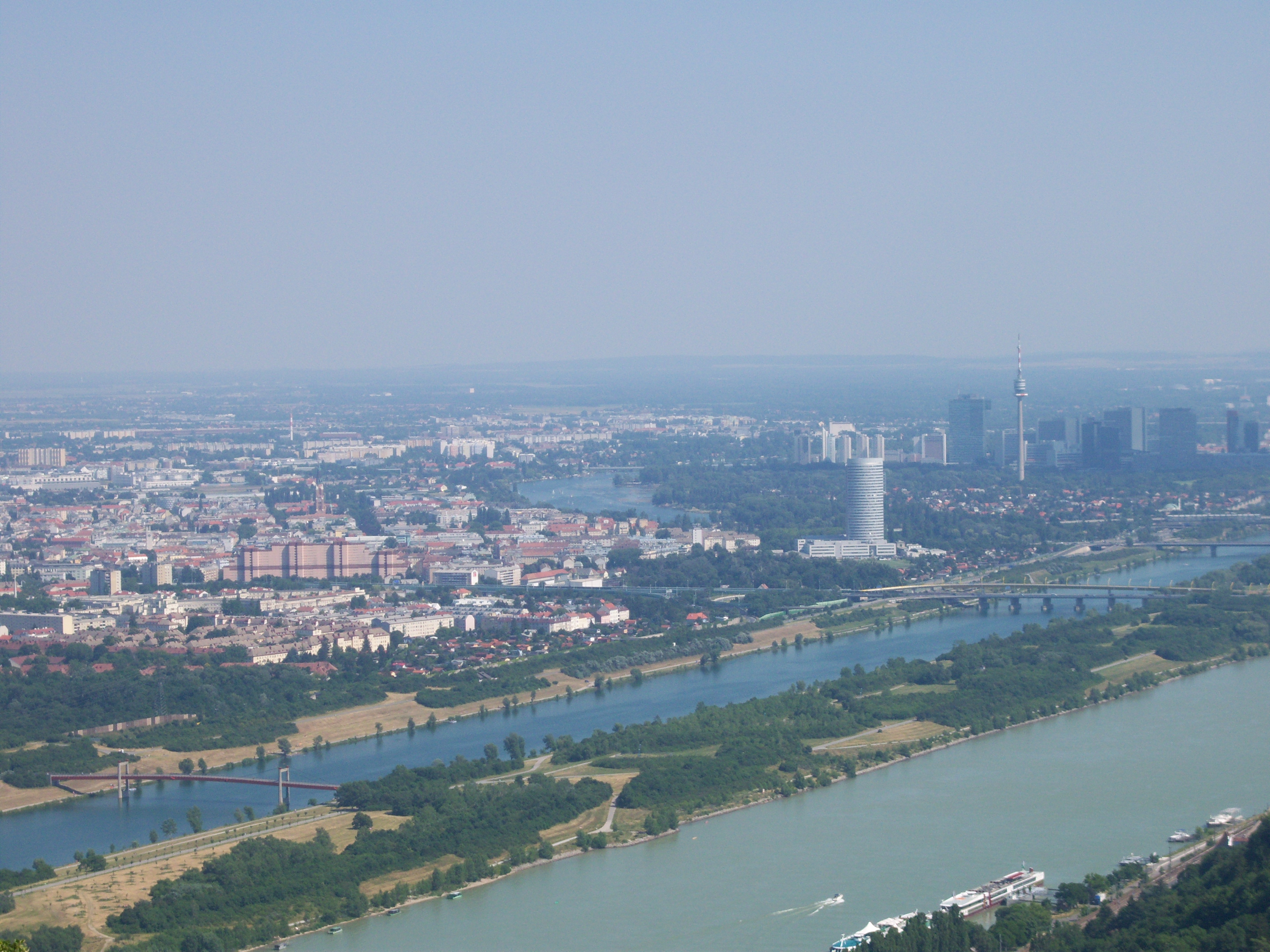
Vorne Donau, Mitte Neue Donau, hinten Alte Donau
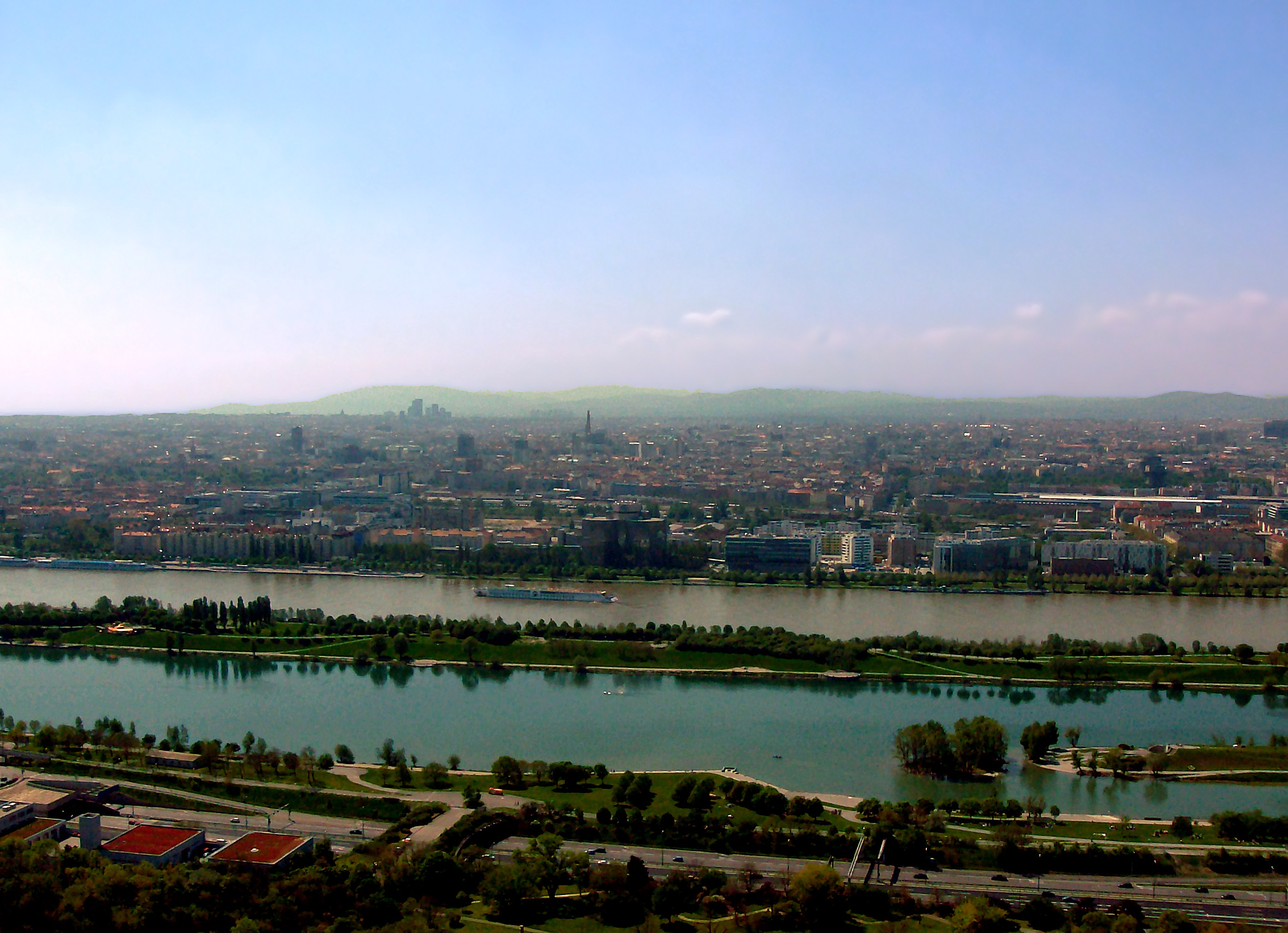
Vorne Neue Donau
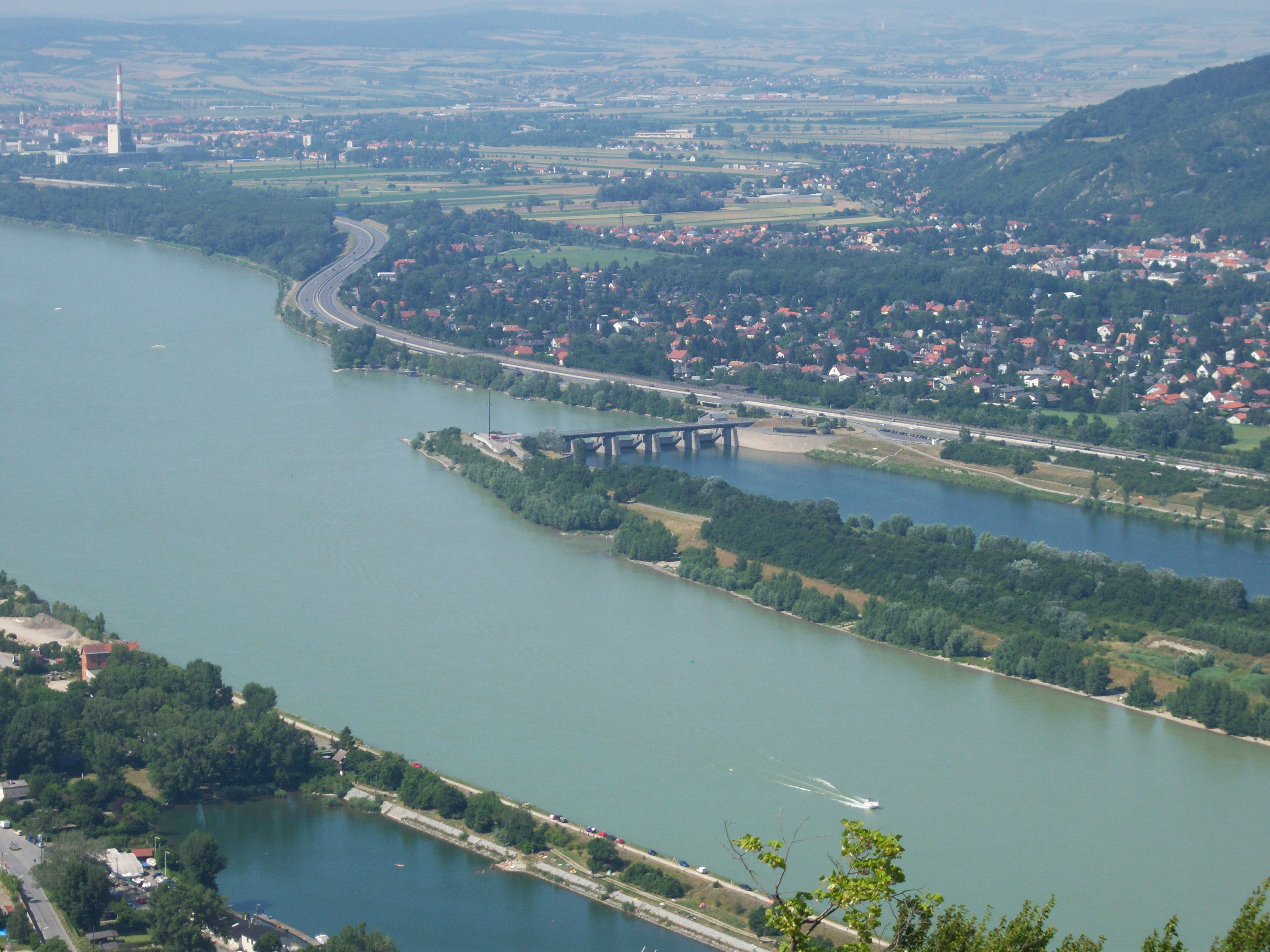
Anfang der Donauinsel, Einlaufbauwerk Langenzersdorf
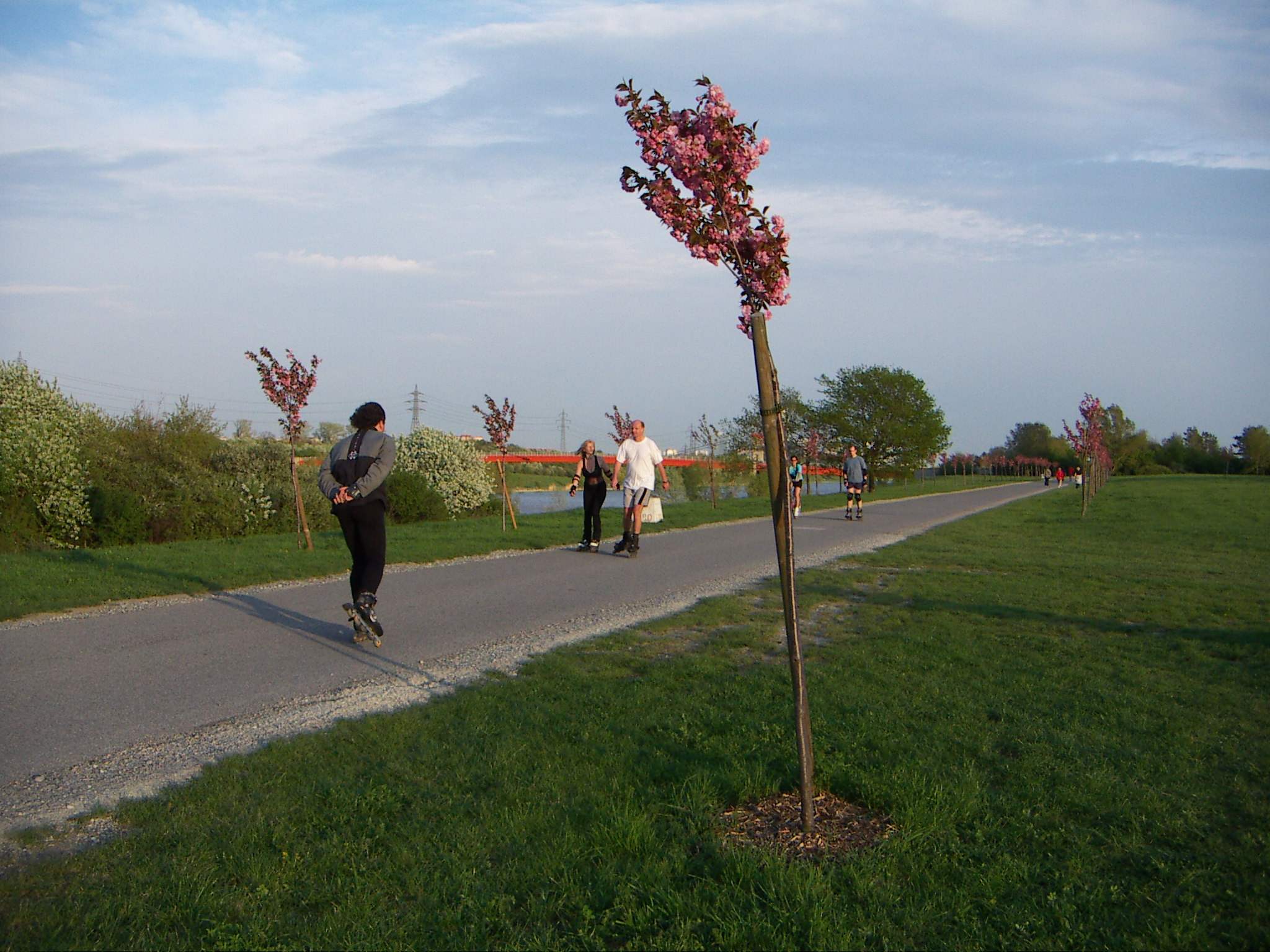
Kirschenhain bei der Jedleseer Brücke
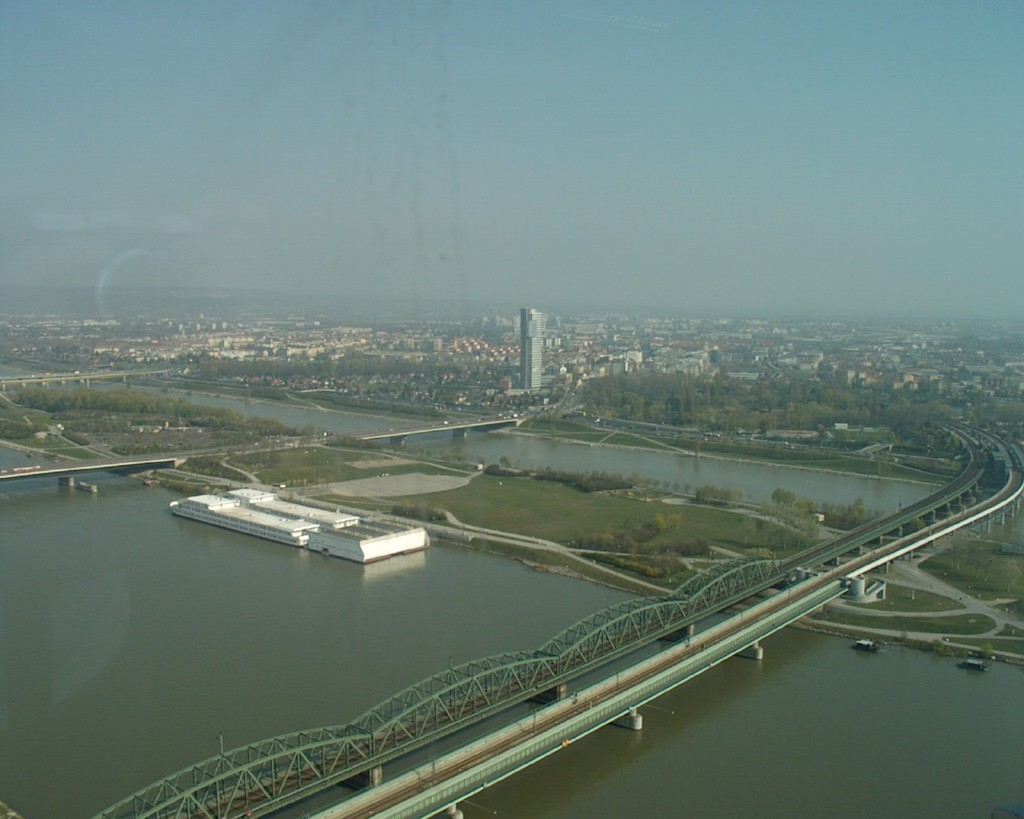
Mittelteil der Donauinsel, Schulschiff
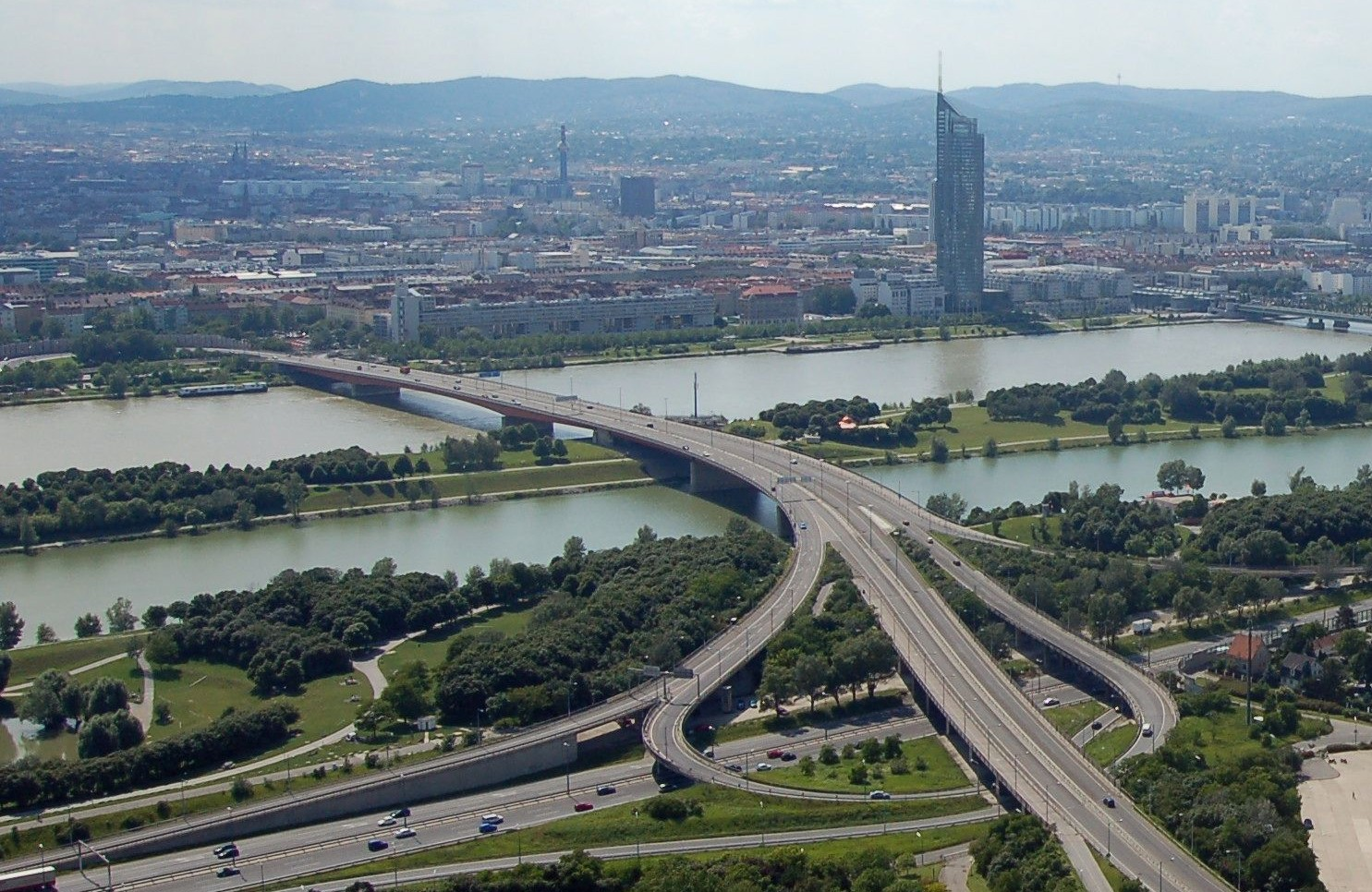
Brigittenauer Brücke
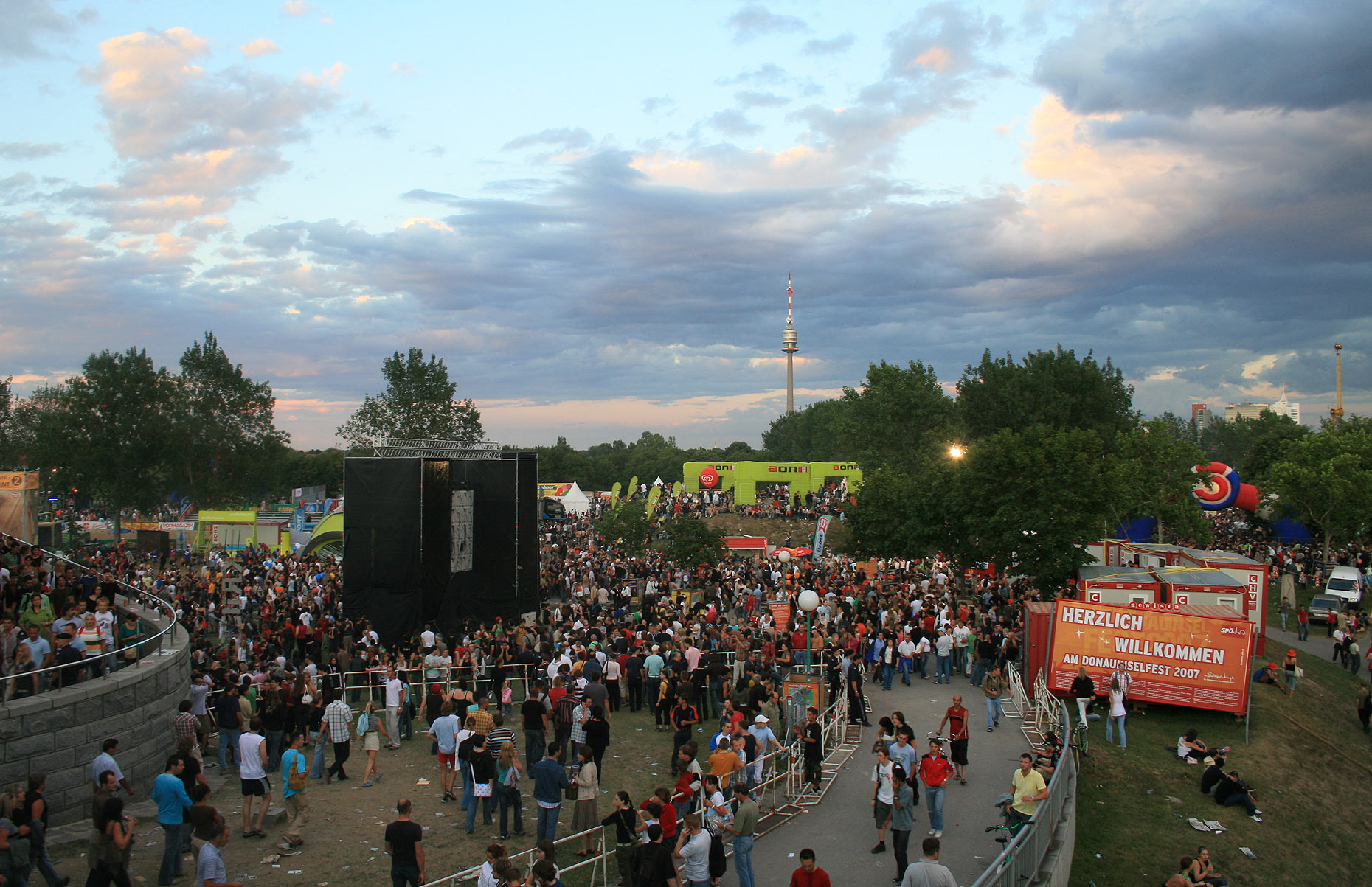
Donauinselfest 2007
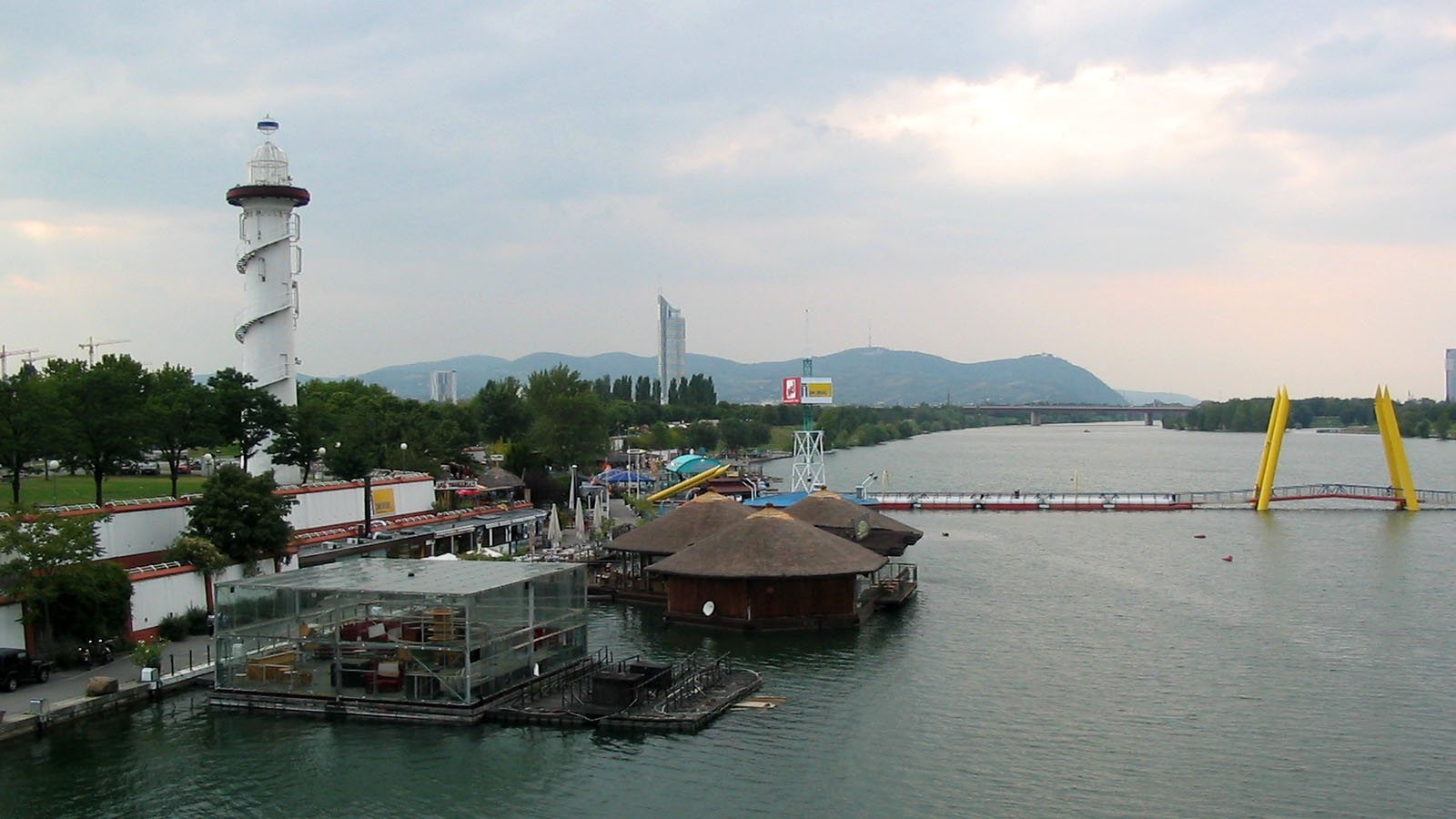
Teil der „Copa Cagrana“ mit „Leuchtturm Donauinsel“, donauinselseitig
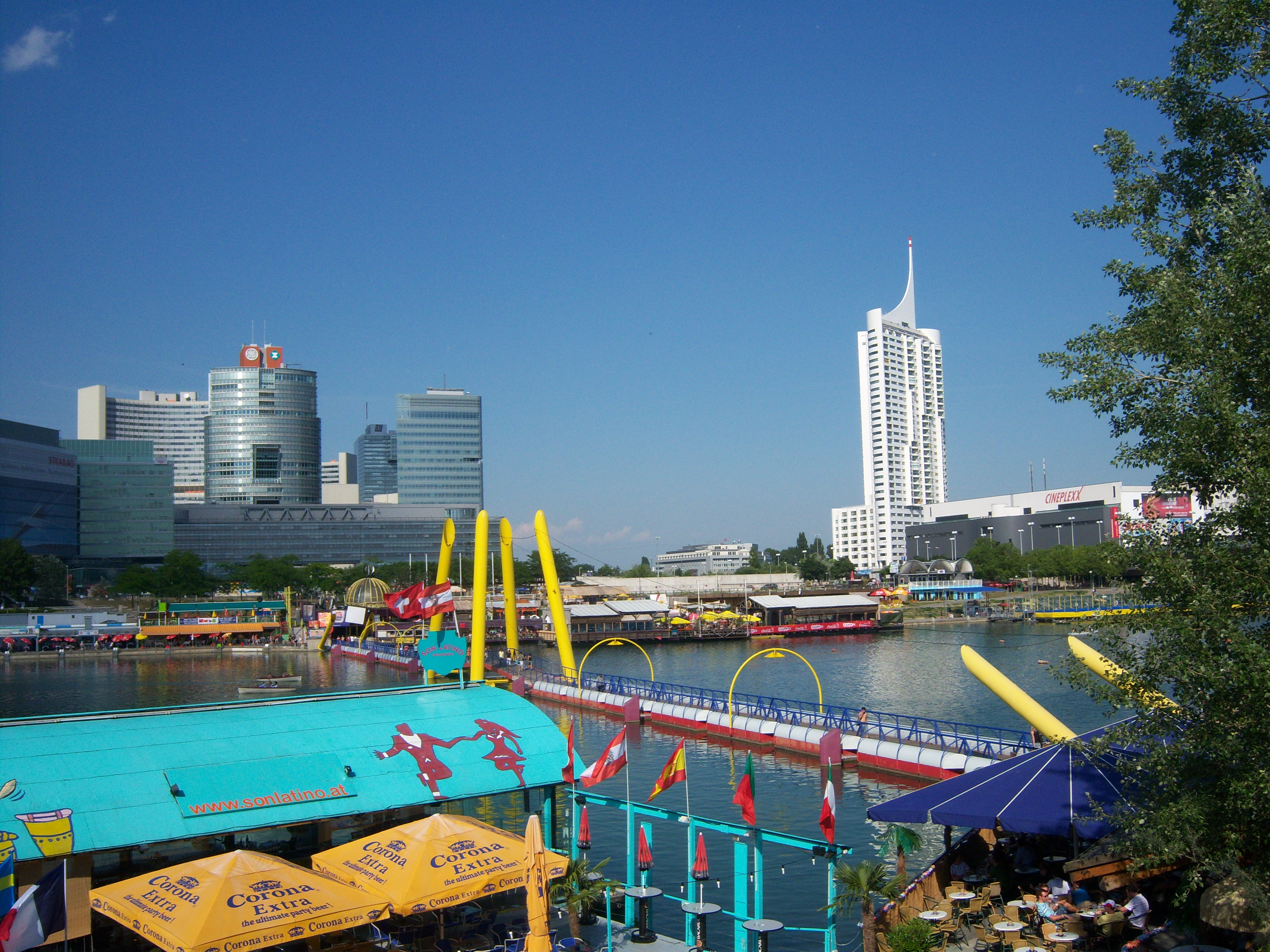
„Copa Cagrana“ (vor dem Umbau)
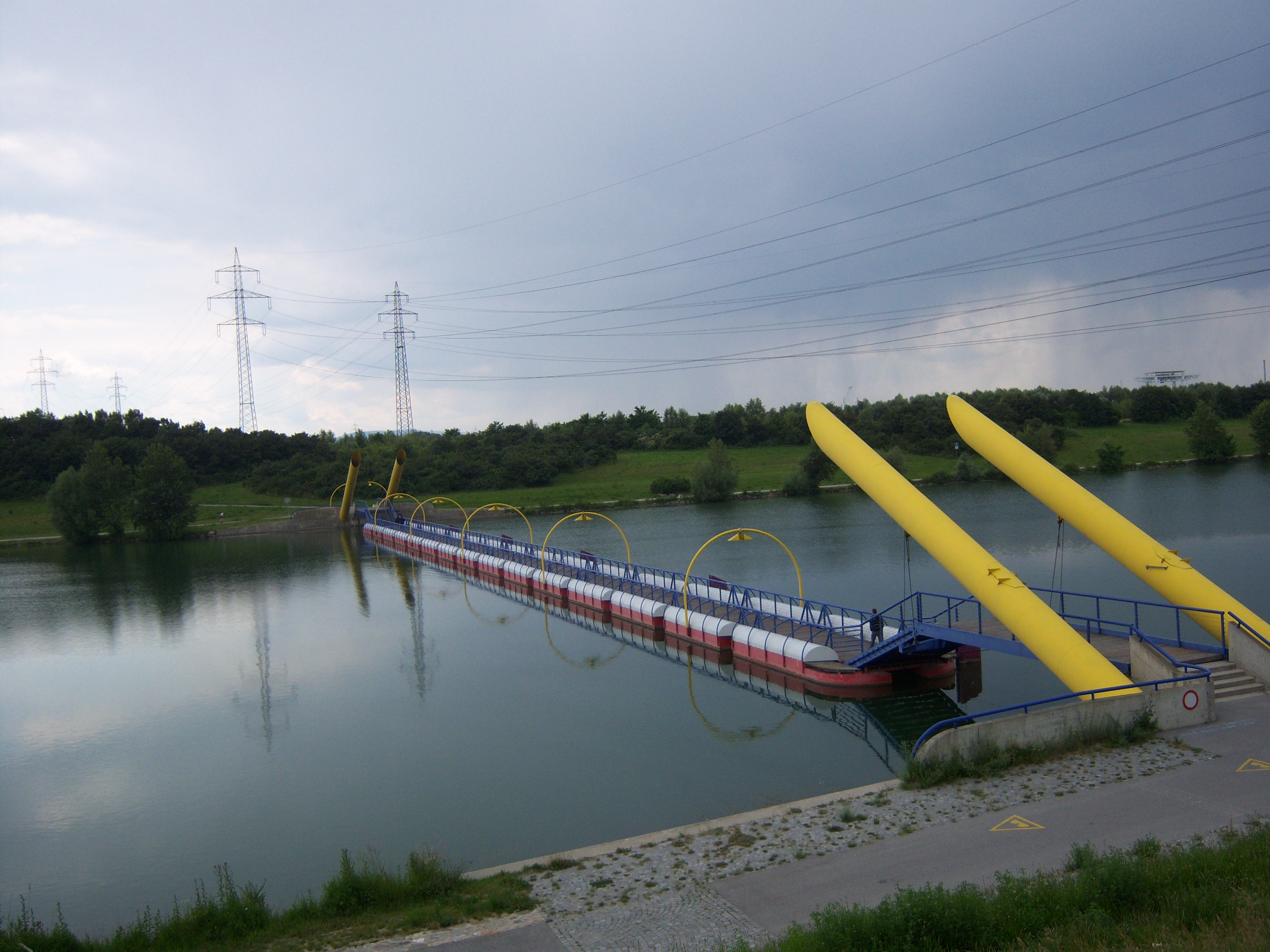
Walulisobrücke
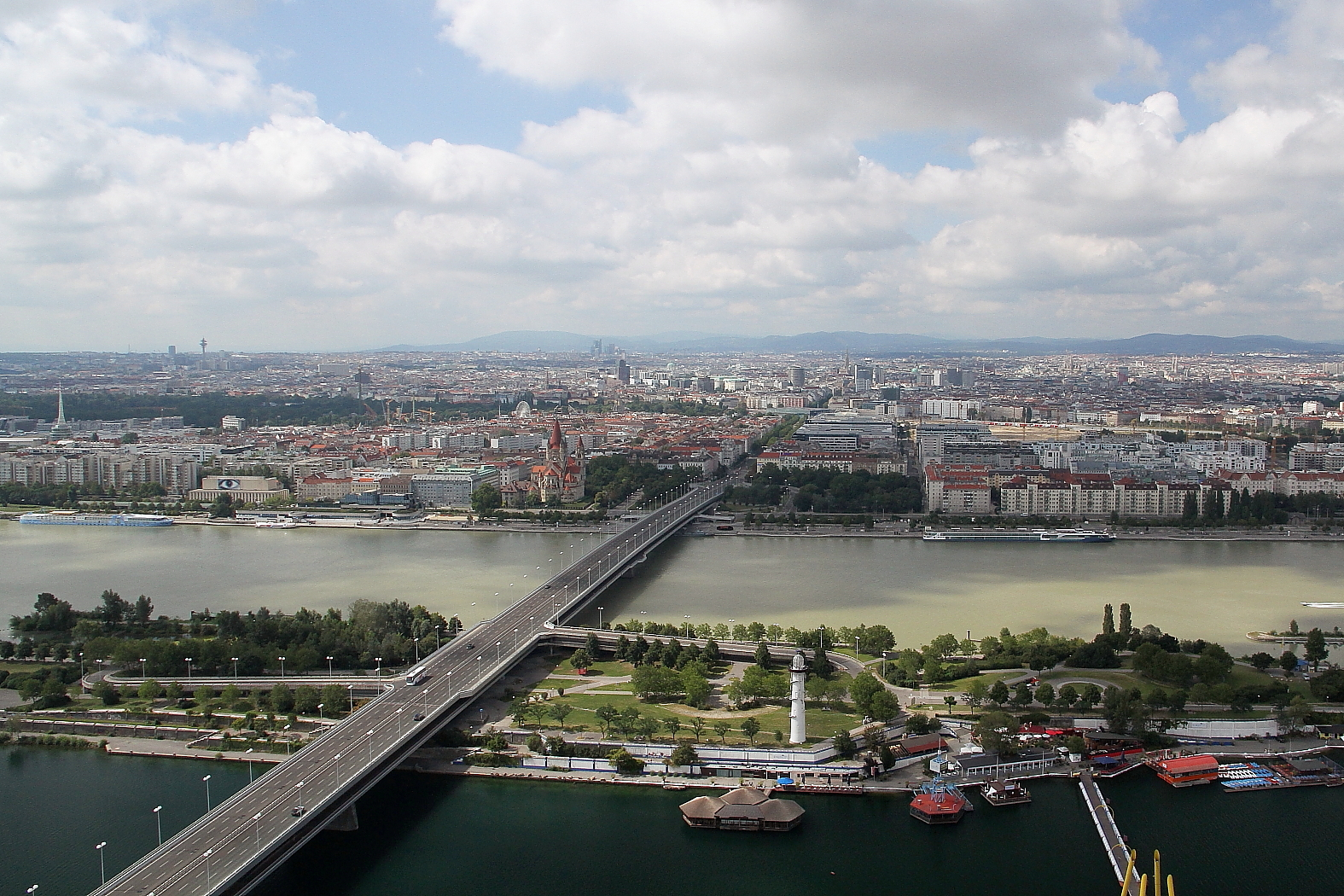
Donauinsel im Bereich der Reichsbrücke
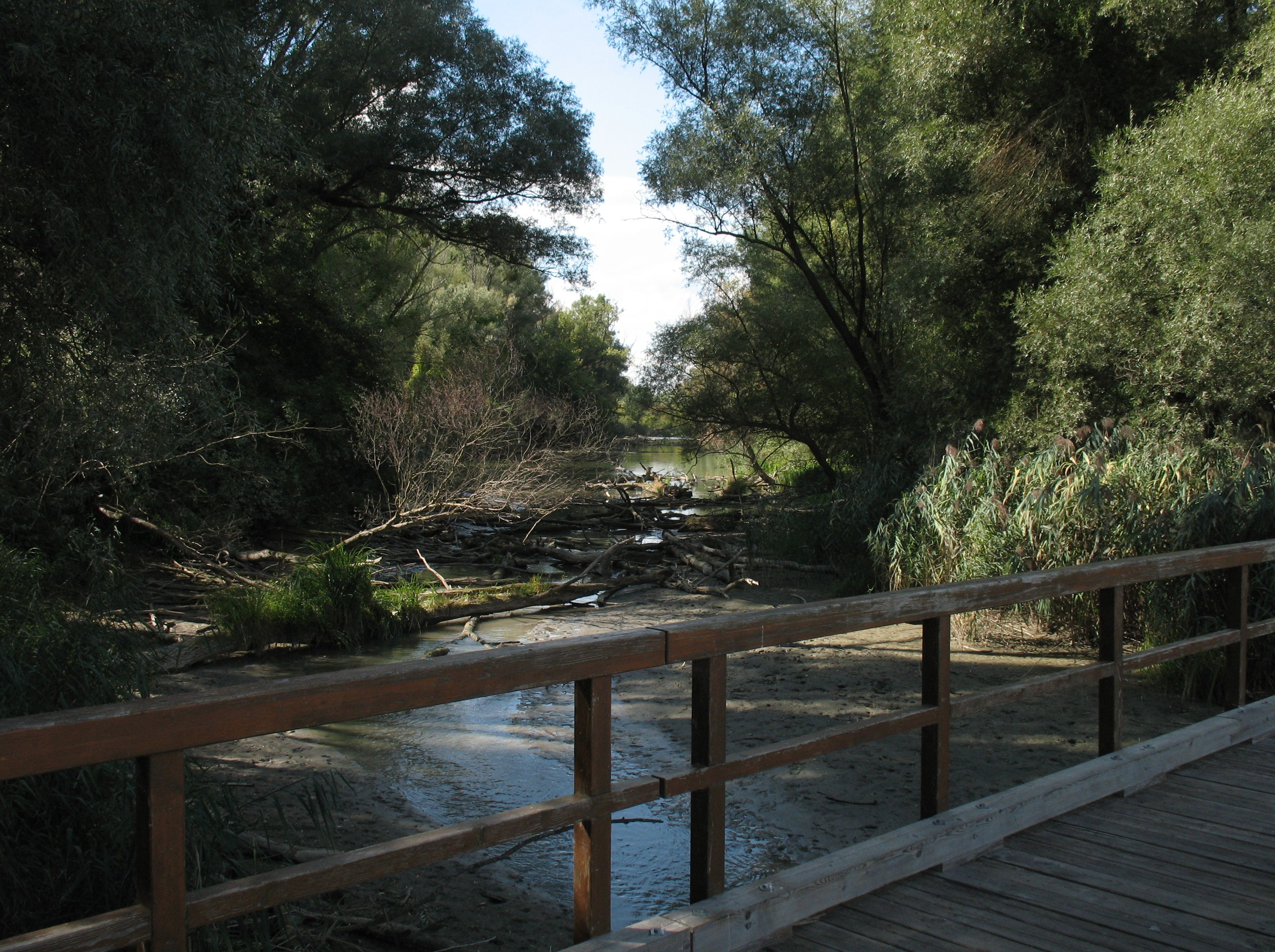
Toter Grund